# Фракийский собор

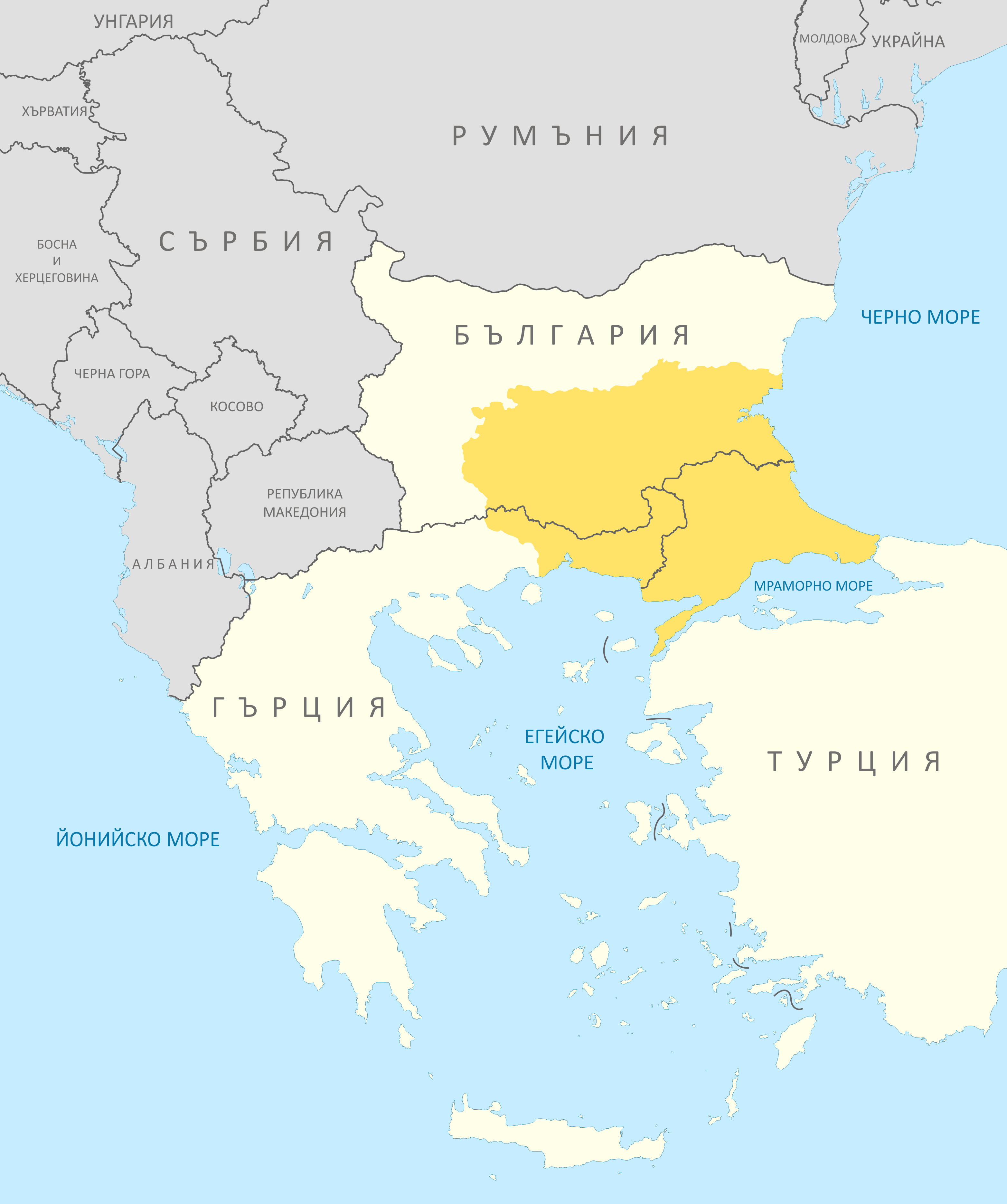
Географическая Фракия с наложением современных государственных границ

Фраки́йский собо́р (болг. Тракийски събор) — общее название массовых мероприятий в различных городах южной Болгарии, посвящённых культуре и истории фракийских болгар.
Фракийские соборы проходят в Бургасе, Кырджали (Фракийский собор в Кырджали), Поморие, Ямболе и других городах.
Большую часть программы таких мероприятий составляют выступления фольклорных ансамблей и самодеятельных групп. Соборы во многом служат сохранению памяти о гонениях против болгарского населения Восточной и Западной Фракии, ставших причиной их массового переселения в Северную Фракию (Восточную Румелию).